# Wearable computer

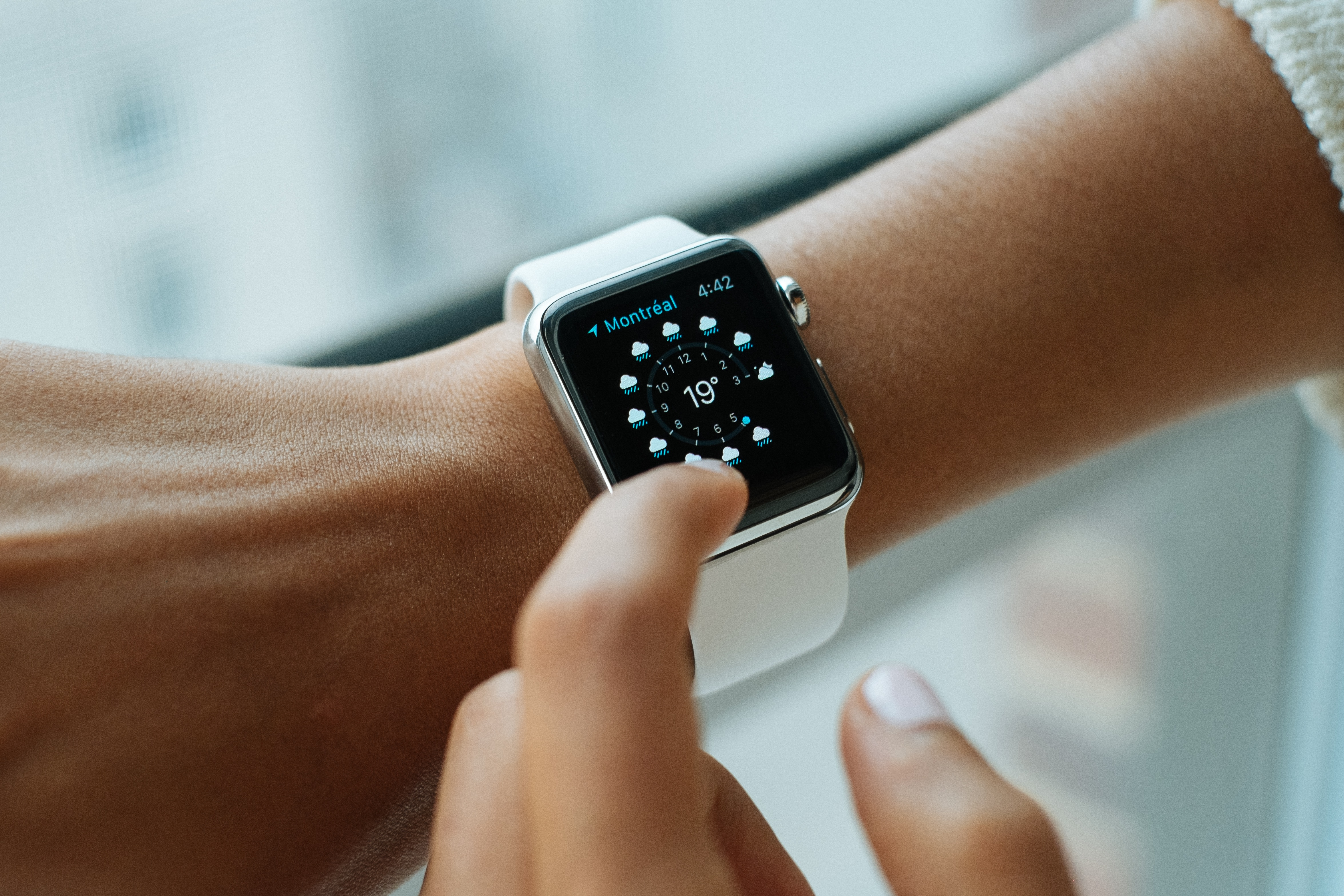
Apple Watch släpptes 2015.

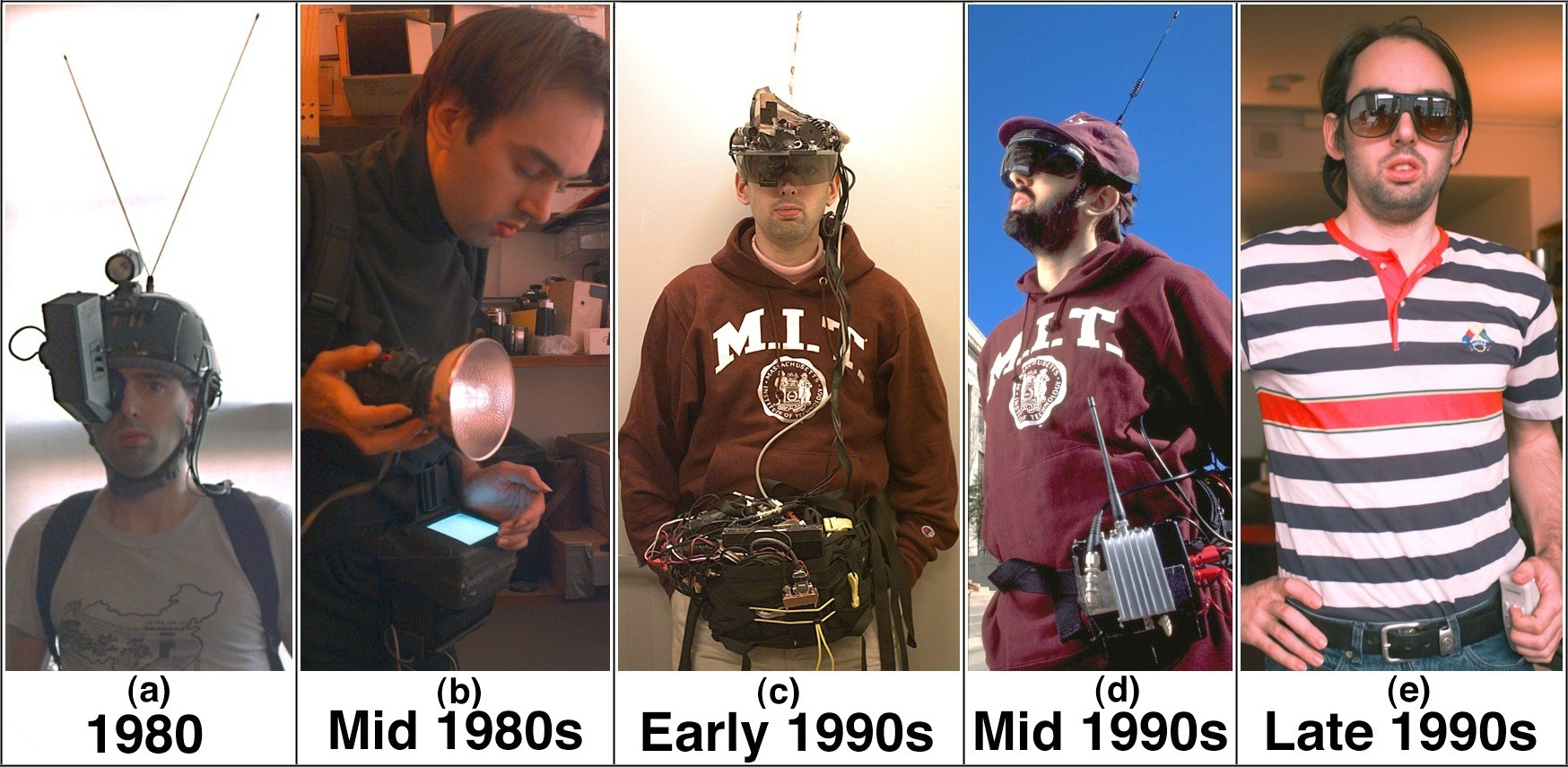
Utvecklingen av Steve Manns WearComp teknologi.

Wearable computer (body-borne computer, wearables, kroppsburen dator eller kroppsnära dator) är små elektroniska enheter som bärs under, eller ovanpå kläderna. Den kroppsnära teknologin används inom allmän och specialiserad informationsteknik. Wearables används också inom mediautveckling och som accelerometrar och gyroskop.